# Los Cajones
Los Cajones es una pequeña localidad ubicada en el Departamento Junín, en la provincia de San Luis, Argentina.
Se encuentra en el extremo noreste de la provincia de San Luis, muy cerca de la ciudad de Villa Dolores de la provincia de Córdoba (25 km).
Esta localidad pertenece a la Comuna del pueblo vecino Lafinur (7 km).
Cuenta con un edificio público (Comisaría Y Delegación Municipal), el cual fue donado por el Señor Alfredo Bucco. Y un edificio Judicial (Sala de Mediación y Juzgado de Paz) frente al Barrio 50° Viviendas 
Dispone de una iglesia en las intersecciones de las Avenidas 9 de Julio y Virgen del Rosario, la misma, patrona del pueblo.
Su denominación se debe a que en esta zona se estacionaba el agua en grandes cajones naturales.

## Población
Cuenta con 431 habitantes (Indec, 2010), lo que representa un incremento del 11% frente a los 388 habitantes (Indec, 2001) del censo anterior.
Dentro del territorio, está conformada por el Barrio 50° Viviendas (1991), el Barrio 100° Viviendas (1994), Barrio 7 Viviendas, todos estos formadas bajo el plan de viviendas provincial. Además de contar con viviendas aledañas, cascos de estancias, etc.

## Educación
La Localidad cuenta con una institución educativa, la Escuela N° 234 "Armada Argentina", cuenta con una formación académica desde Nivel Inicial (Jardín de 5 años); hasta secundario completo (6.to Año).